# Marc Randolph
Marc Bernays Randolph est un entrepreneur, conférencier américain, né le 29 avril 1958 à Chappaqua (New York). Il est le cofondateur de la plateforme numérique Netflix qui permet la distribution d’œuvres cinématographiques à un public. 
Il est également membre de plusieurs conseils tels que 1 % pour la planète et la National Outdoor Leadership School qui œuvrent pour la défense de l'environnement.

## Biographie
Marc Randolph est né à Chappaqua. Il est le fils aîné de Stephen Bernays Randolph, ingénieur nucléaire d'origine autrichienne, et de Muriel Lipchik. Il est l'arrière-petit-neveu de Sigmund Freud et d'Edward Bernays, du côté paternel.

### Formation
Il étudie de 1976 à 1981 à Hamilton College à New York où il obtient un diplôme en géologie. C'est notamment là-bas qu'il va acquérir une capacité à s'exprimer oralement et qui lui sert encore aujourd'hui dans ses conférences.
À 23 ans, il commence par travailler en tant qu'agent immobilier dans la société de sa mère, à New York. Mais ce domaine ne lui convient pas, il avoue qu'en l'espace de 8 mois il n'a fait aucune vente. Par la suite, son premier vrai travail est au sein de l'entreprise Cherry Lane Music en 1981. Ainsi, il y travaille en tant qu'assistant. Il doit réaliser des ventes par correspondance. C'est de cette façon qu'il découvre des techniques de marketing telles que le publipostage. Mais c'est également le moment où il se rend compte de l'importance d'une bonne relation avec le client. Dans les années 1985, un éditeur voulant créer un magazine pour les passionnés de Mac le choisit comme directeur de diffusion. Il accepte et monte ainsi sa deuxième entreprise se nommant MacUser. Après l'avoir vendu, il se lance dans sa troisième entreprise MacWarehouseune, une société de vente par correspondance d'ordinateurs. Puis, il enchaîne les créations de start-up : Icon Review, Borland Software de 1988 à 1995 dont il est le directeur général, Visioneer. Enfin, il est membre de l'équipe fondatrice de Integrity QA, une société qui crée des logiciels automatisés. Par la suite, il travaille dans la société Atria toujours en lien avec la création de logiciel. En 1996, la société fusionne avec la compagnie Pure Software. Il fait alors la connaissance Reed Hastings qui est le directeur de cette entreprise. Marc Randolph devient alors le vice-président du marketing de Pure Atria (fusion entre la société Atria et Pure Software (en).

## Netflix

### Le commencement

Logo de la plateforme Netflix.

Netflix est fondé en août 1997, en Californie, par Marc Randolph et Reed Hastings. Dans plusieurs articles, le mythe de Netflix revient souvent : Hastings aurait oublié de rendre une VHS emprunté et allait avoir des pénalités. Et c'est là que l'idée de la plateforme Netflix lui serait venue. Cependant dans son livre Marc Randolph déclara « Certes, il y est question d’un exemplaire d’Apollo 13 rendu en retard, mais l’idée de Netflix n’a rien à voir avec les pénalités de retard ».
À son lancement, Netflix est présentée comme un vidéo club dans lequel les clients peuvent louer et acheter des DVD. Les premiers investisseurs de la société sont  Reed Hastings, Steve Kahn (fondateur Integrity QA) et la mère de Randolph. Il travaille en tant que directeur général pendant la première année au sein de la société. Randolph a conçu l'interface utilisateur de la plateforme Netflix.

### Le succès
La plateforme Netflix atteint un succès mondial, comptant environ 167 millions d'abonnées dans le monde, dont près de 6 millions d’abonnés en France, en 2019. Cependant, malgré cette réussite, Marc Randolph reste cet « homme invisible » déclare-t-il la même année. Dans une interview, Gina Keating, auteur d'un livre sur Netflix, déclare qu'il est un personnage important souvent oublié dans l'histoire de Netflix.

## Après Netflix

### Démission

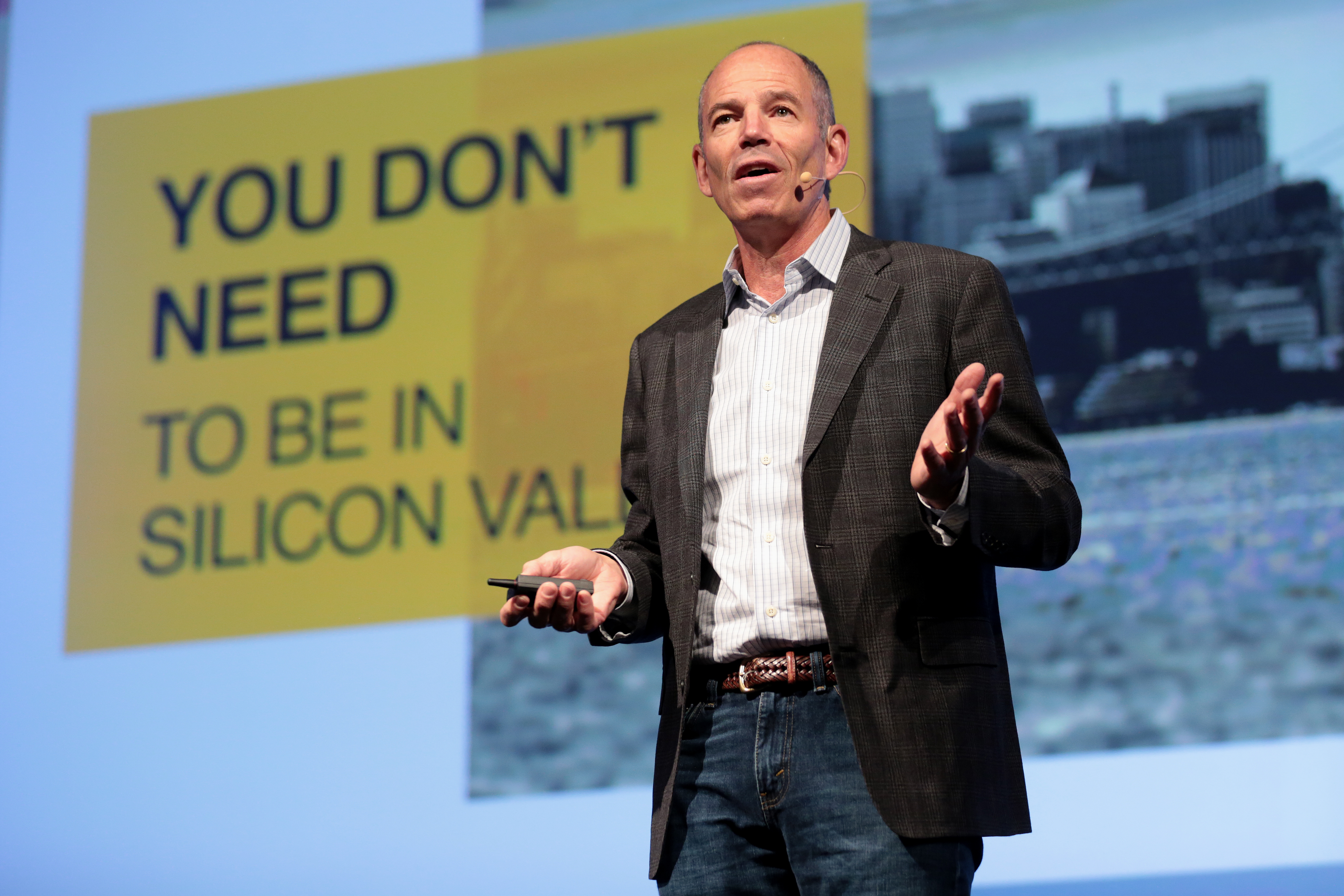
Marc Randolph, cofondateur de Netflix, lors d'une conférence à Phoenix, Arizona en 2017.

C'est en 2003, qu'il décide de quitter l'entreprise Netflix. Il consacre désormais son énergie en conférences dans lesquelles il donne des conseils concernant la gestion d'une entreprise. Il est également membre de plusieurs associations : 1 % pour la planète (depuis 2015) et National Outdoor Leadership School (depuis 2011). En 2012, il fut un des mentors de l'école MiddCORE. Toujours la même année, il a été un des membres de la compagnie Looker Data Sciences. Il intervient aussi dans l'école High Point University comme consultant et donne des conseils aux élèves ou livre son expérience.

### Publications
Il publie un livre du nom de « Ça ne marchera jamais ! » en mars 2020. Celui-ci porte sur l'histoire du fondement de la plateforme Netflix. Ainsi, c'est à travers ce livre qu'il témoigne de son ressenti sur leur création.

## Vie privée
Il vit actuellement à Santa Cruz en Californie avec sa femme et ses trois enfants[réf. nécessaire].